# Tangshu, Anhui
Tangshu (kinesiska: 棠树) är en socken i östra Kina. Den ligger i Shucheng härad i staden Lu'an i provinsen Anhui, omkring 67 kilometer sydväst om provinshuvudstaden Hefei. 